# BO-SO ゴールデンタッグトーナメント
BO-SOゴールデンタッグトーナメント（ボー-ソー・ゴールデンタッグトーナメント）は、KAIENTAI DOJOが開催していたタッグリーグ戦。旧大会名はKAIENTAI DOJOという名のタッグリーグ戦（カイエンタイ・ドージョーというなのタッグリーグせん）。

## 歴代優勝者

### KAIENTAI DOJOという名のタッグリーグ戦
| 年代   | 開催期間          | 優勝者                  | 準優勝者                  |
| ------ | ----------------- | ----------------------- | ------------------------- |
| 2004年 | 2月28日 - 3月27日 | 真霜拳號&十島くにお     | Hi69&MIYAWAKI             |
| 2005年 | 1月23日 - 2月27日 | 真霜拳號&KAZMA          | TAKAみちのく&筑前りょう太 |
| 2006年 | 2月12日 - 3月12日 | 大石真翔&旭志織         | JOE&ヤス・ウラノ          |
| 2007年 | 1月14日 - 2月3日  | 真霜拳號&円華           | 大石真翔&旭志織           |
| 2008年 | 1月13日 - 2月7日  | 真霜拳號&円華           | 火野裕士&KAZMA            |
| 2009年 | 2月7日 - 2月28日  | 滝澤大志&ヒロ・トウナイ | 火野裕士&稲松三郎         |
| 2010年 | 1月16日 - 2月14日 | 旭志織&火野裕士         | 真霜拳號&柏大五郎         |
| 2011年 | 1月15日 - 2月13日 | 真霜拳號&関根龍一       | 滝澤大志&梶トマト         |
| 2012年 | 1月7日 - 1月28日  | TAKAみちのく&真霜拳號   | GENTARO&HIROKI            |

### BO-SOゴールデンタッグトーナメント
| 年代   | 開催期間          | 優勝者                  | 準優勝者                |
| ------ | ----------------- | ----------------------- | ----------------------- |
| 2013年 | 2月9日 - 2月24日  | 滝澤大志&彰人           | 真霜拳號&関根龍一       |
| 2014年 | 2月1日 - 2月16日  | 火野裕士&HIROKI         | 佐藤悠己&ヒロ・トウナイ |
| 2015年 | 2月28日 - 3月8日  | 佐藤悠己&タンク永井     | 稲松三郎&関根龍一       |
| 2016年 | 2月27日 - 3月13日 | 滝澤大志&吉野コータロー | タンク永井&雄馬         |
| 2017年 | 1月8日 - 1月29日  | 吉田綾斗&最上九         | 真霜拳號&本田アユム     |